# Torneo de Washington 2009
El Torneo de Washington es un evento de tenis que se disputa en Washington, Estados Unidos,  se juega entre el 1 y el 9 de agosto de 2009.

## Campeones
- Individuales masculinos:  Juan Martín del Potro derrota a   Andy Roddick, 3–6, 7–5, 7–6(6).

- Dobles masculinos:  Martin Damm /  Robert Lindstedt   derrotan a  Mariusz Fyrstenberg /  Marcin Matkowski, 7–5, 7–6(3).